# Fritz Brand (General)

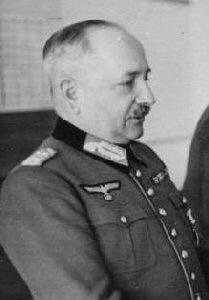
Fritz Brand

Fritz Brand (* 22. April 1889 in Berlin; † 26. November 1967 in Weilheim) war ein deutscher Offizier, zuletzt General der Artillerie der Wehrmacht im Zweiten Weltkrieg.

## Leben
Fritz Brand trat Anfang Oktober 1907 als Fahnenjunker in die Preußische Armee ein und wurde am 27. Januar 1909 bei Feldartillerie-Regiment Nr. 40 zum Leutnant befördert.
Nach dem Krieg wurde er in die Reichswehr übernommen. Dort wurde er im Februar 1932 zum Oberstleutnant und im Mai 1934 zum Oberst befördert. Er war von 1937 bis 1939 Kommandeur der Artillerieschule Jüterbog. Ab Februar 1938 war er als Nachfolger von Günther von Niebelschütz als Inspekteur der Kriegsschulen (In 1) eingesetzt und wurde in dieser Position im August 1937 zum Generalmajor befördert.
Nach seiner Ernennung zum Generalleutnant am 1. August 1939 war er ab dem 1. September 1939 für einen Monat erster Kommandeur der 78. Infanterie-Division ohne einen Einsatz zu erleben.
Am 1. Oktober 1939 wechselte er in den Stab des Oberbefehlshabers des Heeres und wurde dort in die neu geschaffene Dienststellung des Generals der Artillerie eingesetzt, wo er bis zum 30. September 1943 verblieb. Zwischenzeitlich wurde er am 1. August 1940 zum General der Artillerie ernannt. Brand wurde durch Fritz Lindemann ersetzt, wurde in die Führerreserve versetzt und am 31. März 1945 aus der Wehrmacht verabschiedet.
Anschließend wohnte er in Oberstdorf.
Für das Buch von Oberleutnant Eugen Beinhauer Artillerie im Osten schrieb er 1944 das Vorwort.

## Auszeichnungen (Auswahl)
- Orden der Krone von Jugoslawien II. Klasse am 1. Februar 1939[6]
- Ritterkreuz des Kriegsverdienstkreuzes mit Schwertern am 24. Dezember 1944